# Polinomio mínimo de valores trigonométricos especiales

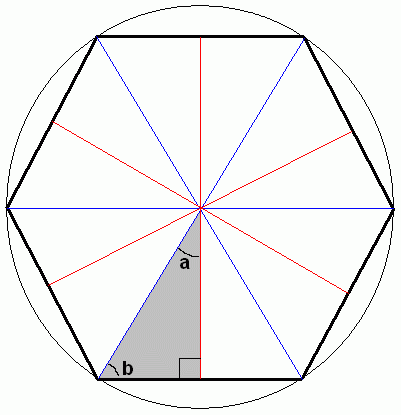
En un polígono regular convexo con n lados, el ángulo en el centro mide 2a, siendo a = π/n

En matemáticas, y más precisamente en álgebra, se puede intentar calcular el polinomio mínimo asociado con un número de la forma cos(r π), sen(r π) o tan(r π), siendo r un número racional. Estos números se denominan en el artículo valores trigonométricos especiales.
El polinomio mínimo de un número algebraico a es el polinomio mónico con coeficientes racionales de menor grado de los que a es una raíz.
Las medidas de ángulos con la forma r π se encuentran en muchos problemas geométricos; en particular, las medidas de ángulos del tipo {\displaystyle {\frac {2\pi }{n}}} (para cualquier entero n ≥ 3) corresponden a los ángulos centrales de los polígonos regulares convexos.

## Enfoque intuitivo

Para comprobar que, se puede utilizar un triángulo equilátero. Aplicándole el teorema de Pitágoras, es inmediato comprobar que la altura del triángulo equilátero mide

Cuando se aprende trigonometría, rápidamente se ve que el coseno y el seno de las medidas de ciertos ángulos tienen una forma particular, que involucra raíces cuadradas. Así, para un ángulo de 30 grados, es decir, π/6 radianes, el teorema de Pitágoras permite demostrar que:
{\displaystyle \cos {\frac {\pi }{6}}={\frac {\sqrt {3}}{2}}}.
Esto equivale a decir que cos(π/6) es una de las soluciones de la ecuación {\displaystyle x^{2}-{\frac {3}{4}}=0}. La otra solución a esta ecuación es cos(5π/6), que también tiene la forma cos(r π).
La ecuación {\displaystyle x^{2}-{\frac {3}{4}}=0} es polinómica: se expresa en la forma P(x) = 0, donde P es un polinomio. Como P tiene coeficientes racionales, sus raíces son números algebraicos. Además, P es unitario, es decir, su monomio es 1, e irreducible sobre {\displaystyle \mathbb {Q} }, es decir, no se puede factorizar en un producto de polinomios con coeficientes racionales. P es, por tanto, de grado mínimo entre los polinomios con coeficientes racionales que se anulan en cos(π/6): en consecuencia, es su polinomio mínimo.
Las preguntas que surgen naturalmente son:
- ¿Cuál es la forma más relevante de escribir un múltiplo racional de π? 
 La respuesta[nota 2] es:
  - {\displaystyle {\frac {2k\pi }{n}}} si se está interesado en su coseno,
  - {\displaystyle {\frac {k\pi }{n}}} si se está interesado en su seno o su tangente;
- ¿Son algebraicos el coseno, el seno y la tangente? 
La respuesta es sí;
- ¿Todavía se puede expresarlos usando raíces cuadradas? 
 La respuesta esta vez es no;
- ¿Se puede al menos siempre expresarlos usando raíces n-ésimas? 
La respuesta es sí si se permite trabajar con números complejos;
- ¿Cómo se obtienen los polinomios mínimos de estos números?

También se verá que es posible reducir el grado de estos polinomios, incluso si eso significa dejar de trabajar solo con polinomios con coeficientes racionales.

## Naturaleza algebraica de los valores trigonométricos especiales

### Teorema
| Para todo número racional r, los números reales cos(r π), sen(r π) y tan(r π) (si cos(r π) ≠ 0) son algebraicos. |

| Demostración |
| Primero, se sabe que las dos exponenciales {\displaystyle \operatorname {e} ^{\mathrm {i} {\frac {2k\pi }{n}}}} y {\displaystyle \operatorname {e} ^{-\mathrm {i} {\frac {2k\pi }{n}}}} (con k y n enteros) son números algebraicos, como raíces n-ésimas de la unidad. Como el conjunto de números algebraicos, provisto de suma y multiplicación, es un cuerpo, se deduce que los tres números: {\displaystyle \cos {\frac {2k\pi }{n}}={\frac {\operatorname {e} ^{\mathrm {i} {\frac {2k\pi }{n}}}+\operatorname {e} ^{-\mathrm {i} {\frac {2k\pi }{n}}}}{2}},\quad \operatorname {sen} {\frac {2k\pi }{n}}={\frac {\operatorname {e} ^{\mathrm {i} {\frac {2k\pi }{n}}}-\operatorname {e} ^{-\mathrm {i} {\frac {2k\pi }{n}}}}{2\operatorname {e} ^{\mathrm {i} {\frac {\pi }{2}}}}}\quad {\text{y}}\quad \tan {\frac {k\pi }{n}}={\frac {\operatorname {sen} {\frac {k\pi }{n}}}{\cos {\frac {k\pi }{n}}}}} son algebraicos. |

Esta demostración es breve pero utiliza principalmente el hecho de que el conjunto de números algebraicos es estable respecto a la suma y el producto, lo que es difícil de probar. Se puede preferir una demostración usando herramientas más elementales (véase Algunos polinomios canceladores).

### Grado algebraico
El grado de un número algebraico es el grado de su polinomio mínimo. Derrick Henry Lehmer calculó el grado de cos(2kπ/n):
si n > 2 y k son primos entre sí,
- el grado de cos(2kπ/n) vale φ(n)/2,[nota 3]

donde φ es la función indicatriz de Euler. La demostración simplemente usa la irreductibilidad del n-ésimio polinomio ciclotómico (véase Con polinomios ciclotómicos).
Gracias a las identidades y fórmulas de trigonometría {\displaystyle \operatorname {sen} \theta =\cos \left({\frac {\pi }{2}}-\theta \right)}, se puede deducir fácilmente que:
- el grado de sen(kπ/n) vale:[4]
  - φ(n) si n es impar o divisible entre 4;
  - φ(n)/2 de lo contrario.

En cuanto al grado de tan(kπ/n), si n > 4 y k y n son coprimos, es:
- φ(n)/2 si n es divisible por 4;
- φ(n) en caso contrario.

### Racionalidad
Los racionales son números algebraicos de grado 1, un corolario de la sección anterior es que para los múltiples ángulos racionales de π, los únicos valores racionales de las funciones trigonométricas habituales son:
- para cos y sen:[7] 0, ±12 y ±1;
- para tan:[8] 0 y ±1.

## Expresión de valores trigonométricos especiales usando radicales

### Expresión con raíces cuadradas
| n  | φ(n) | cos(2π/n)                                  | sen(π/n)                                              | tan(π/n)                                           |
| -- | ---- | ------------------------------------------ | ----------------------------------------------------- | -------------------------------------------------- |
| 12 | 4    | {\displaystyle {\frac {\sqrt {3}}{2}}}     | {\displaystyle {\frac {{\sqrt {3}}-1}{2{\sqrt {2}}}}} | {\displaystyle 2-{\sqrt {3}}}                      |
| 10 | 4    | {\displaystyle {\frac {{\sqrt {5}}+1}{4}}} | {\displaystyle {\frac {{\sqrt {5}}-1}{4}}}            | {\displaystyle {\sqrt {1-{\frac {2}{\sqrt {5}}}}}} |
| 8  | 4    | {\displaystyle {\frac {1}{\sqrt {2}}}}     | {\displaystyle {\frac {\sqrt {2-{\sqrt {2}}}}{2}}}    | {\displaystyle {\sqrt {2}}-1}                      |
| 6  | 2    | {\displaystyle {\frac {1}{2}}}             | {\displaystyle {\frac {1}{2}}}                        | {\displaystyle {\frac {1}{\sqrt {3}}}}             |
| 5  | 4    | {\displaystyle {\frac {{\sqrt {5}}-1}{4}}} | {\displaystyle {\sqrt {\frac {5-{\sqrt {5}}}{8}}}}    | {\displaystyle {\sqrt {5-2{\sqrt {5}}}}}           |
| 4  | 2    | {\displaystyle 0}                          | {\displaystyle {\frac {1}{\sqrt {2}}}}                | {\displaystyle 1}                                  |
| 3  | 2    | {\displaystyle -{\frac {1}{2}}}            | {\displaystyle {\frac {\sqrt {3}}{2}}}                | {\displaystyle {\sqrt {3}}}                        |

Un polígono regular con n vértices es construible con regla y compás si y solo si φ(n) es una potencia de dos. De hecho, su ángulo en el centro es {\displaystyle {\frac {2\pi }{n}}}, pero un corolario del teorema de Wantzel afirma que si un número es construible, entonces su grado es una potencia de 2, y lo contrario es falso en general pero verdadero para los valores trigonométricos especiales.
Gauss dio ya en 1796 (en una forma más explícita) esta condición suficiente sobre el entero n para que el polígono regular con n vértices sea construible, afirmando que también es necesaria, lo que Wantzel confirmó, dando origen al teorema de Gauss-Wantzel.
Por ejemplo, el heptágono, el eneágono regular y el endecágono regular no son construibles porque φ(7) = φ(9) = 6 y φ(11) = 10, mientras que para los otros valores de n desde 3 a 12, el n-gono regular es construible, como se explica en la siguiente tabla (para obtener más valores de n, consúltese esta tabla de φ(n) y este artículo sobre valores trigonométricos especiales expresables con raíces cuadradas).

### Expresión con raícesn-ésimas
El polinomio mínimo de 2cos(2π/7) es (X3 + X2 – 2X – 1), cuyas otras dos raíces son 2cos(4π/7) y 2cos(6π/7). Como estas tres raíces son reales, se está en el “casus irreducibilis”, que no se puede resolver trigonométricamente con las combinaciones de números reales vistas hasta ahora. Esto explica por qué nunca es posible encontrar una expresión de cos(2π/7) con raíces cuadradas o cúbicas reales en forma trigonométrica: solo se puede dar un valor aproximado, o indicar su polinomio mínimo, del que es la única raíz positiva.
Sin embargo, existe una expresión radical de cos(2π/7), siempre que se permita el uso de raíces cuadradas y cúbicas de números complejos; esta expresión viene dada por el método de Cardano:
{\displaystyle \cos {\frac {2\pi }{7}}={\frac {1}{6}}\left({\sqrt[{3}]{\frac {7+21{\sqrt {-3}}}{2}}}+{\sqrt[{3}]{\frac {7-21{\sqrt {-3}}}{2}}}-1\right)}.
Es lo mismo para cos(π/9), también algebraico de grado 3.
¿Qué pasa con los polinomios de grado aún mayor? Niels Henrik Abel y Évariste Galois demostraron que es imposible expresar en general las raíces de un polinomio de grado 5 o superior mediante radicales. Sin embargo, se ha visto en el apartado anterior que determinados valores de cos(2π/n), de grados tan grandes como se quiera, se expresan mediante raíces cuadradas y por tanto mediante radicales (véase por ejemplo la expresión de cos(π/2m+1), de grado φ(2m+2)/2 = 2m).
De hecho, cos(2π/n) tiene siempre una expresión radical (en los números complejos), ya que el grupo de Galois de su polinomio mínimo es abeliano, y por lo tanto resoluble (es isomorfo a (ℤ/nℤ)×/{1, –1}, como cociente del grupo de Galois del n-ésimo cuerpo ciclotómico por el subgrupo de orden 2 engendrado por conjugación). Más simplemente, cos(r π), sen(r π) y tan(r π) (con r racional) siempre pueden ser expresados trivialmente con radicales (complejos), ya que {\displaystyle \operatorname {e} ^{\mathrm {i} r\pi }} es una raíz de la unidad.

## Polinomios con coeficientes no racionales
Considérense los cuatro números reales coskπ12 = cos2kπ24 (para k primo con respecto a 12), de grado φ(24)2 = 4. Se calculan fácilmente:
{\displaystyle \cos {\frac {\pi }{12}}={\frac {{\sqrt {6}}+{\sqrt {2}}}{4}},\quad \cos {\frac {5\pi }{12}}={\frac {{\sqrt {6}}-{\sqrt {2}}}{4}},\quad \cos {\frac {7\pi }{12}}=-\cos {\frac {5\pi }{12}},\quad \cos {\frac {11\pi }{12}}=-\cos {\frac {\pi }{12}}}.
cosπ12 es, por tanto, la raíz de los siguientes tres polinomios, de segundo grado, con inevitablemente no todos los coeficientes racionales:
- {\displaystyle \left(X-\cos {\frac {\pi }{12}}\right)\left(X-\cos {\frac {5\pi }{12}}\right)=X^{2}-{\frac {\sqrt {6}}{2}}X+{\frac {1}{4}}=P_{1}({\sqrt {6}},X)};
- {\displaystyle \left(X-\cos {\frac {\pi }{12}}\right)\left(X-\cos {\frac {7\pi }{12}}\right)=X^{2}-{\frac {\sqrt {2}}{2}}X-{\frac {1}{4}}=P_{2}({\sqrt {2}},X)};
- {\displaystyle \left(X-\cos {\frac {\pi }{12}}\right)\left(X-\cos {\frac {11\pi }{12}}\right)=X^{2}-{\frac {2+{\sqrt {3}}}{4}}=P_{3}({\sqrt {3}},X)};

y el polinomio mínimo P se puede factorizar de tres formas:
{\displaystyle P(X)=P_{1}({\sqrt {6}},X)P_{1}(-{\sqrt {6}},X)=P_{2}({\sqrt {2}},X)P_{2}(-{\sqrt {2}},X)=P_{3}({\sqrt {3}},X)P_{3}(-{\sqrt {3}},X)}.
Los seis factores cuadráticos tienen coeficientes en un cuerpo cuadrático {\displaystyle \mathbb {Q} ({\sqrt {d}})} (d igual a 6, 2 o 3), es decir la forma a + b √d, con a y b racionales.
Existen tres factorizaciones porque el grupo de Galois de P, (ℤ/24ℤ)×/{1, –1}, es isomorfo a (ℤ/8ℤ)× y por lo tanto al grupo de Klein, que tiene tres subgrupos de índice 2.
En el caso general cos(2kπ/n) (con n > 2 y k y n primos entre sí), se encontrará al menos una factorización de este tipo (producto de dos polinomios con coeficientes en el mismo cuerpo cuadrático y de grado φ(n)/4) si (y solo si) φ(n) es divisible entre 4. Solo habrá una si (ℤ/nℤ)×/{1, –1} es cíclico.

## Cálculo del polinomio mínimo con coeficientes racionales

### Algunos polinomios canceladores
Para cualquier r racional, es fácil encontrar un polinomio que se cancele en cos(r π), sen(r π) o tan(r π).
Para cos(2kπ/n), se deduce de la fórmula de De Moivre que {\displaystyle \cos(nt)=\Re \left((\cos t+\mathrm {i} \operatorname {sen} t)^{n}\right)=T_{n}(\cos t)}, donde Tn es un polinomio de grado n con coeficientes enteros (el n-ésimo polinomio de Chebyshov del primer tipo). Ahora, para t = 2kπ/n, cos(nt) = cos(2kπ) = 1, y por lo tanto, cos(2kπ/n) es la raíz del polinomio Tn(X) – 1.
Se deducen fácilmente polinomios de cancelación de grado 2n para sen(kπ/n) y tan(kπ/n), gracias a las fórmulas del ángulo doble:
{\displaystyle \cos(2\theta )=1-2\operatorname {sen} ^{2}\theta ={\frac {1-\tan ^{2}\theta }{1+\tan ^{2}\theta }}}.
Esta segunda prueba de la algebraicidad de los valores trigonométricos especiales es constructiva, porque proporciona una expresión de un polinomio cancelador, es decir, de un polinomio P como P(x) = 0 para x = cos(2kπ/n), sen(kπ/n) o tan(kπ/n). Pero dados sus grados, los polinomios encontrados por este método no son mínimos si n ≥ 2 (véase grado algebraico).
A menudo es posible construir polinomios canceladores de grados más pequeños. Por ejemplo, si n es impar, n = 2m + 1, se tiene que:
- para {\displaystyle x=\cos {\frac {2k\pi }{n}}\neq 1}: {\displaystyle 1+2\sum _{i=1}^{m}T_{i}(x)=0};
- por lo tanto para {\displaystyle y=\operatorname {sen} {\frac {k\pi }{n}}\neq 0}: {\displaystyle 1+2\sum _{i=1}^{m}T_{i}(1-2y^{2})=0};
- y para {\displaystyle z=\tan {\frac {k\pi }{n}}\neq 0}: {\displaystyle 1+2\sum _{i=1}^{m}T_{i}\left({\frac {1-z^{2}}{1+z^{2}}}\right)=0},

que proporciona polinomios de cancelación:
- para x: de grado n – 12,
- para y y z: de grado n – 1.

Si n es primo, son incluso de grado mínimo, por identificación directa (véase el siguiente apartado) o simplemente viendo sus grados (véase Grado algebraico.

### Polinomio mínimo decos(2kπ/n)
El método de Lehmer (véase grado algebraico) permite calcular los polinomios mínimos de cos(2kπ/n) (para k y n primos entre sí) y deducir de ellos los de sen(kπ/n). Se presenta aquí solo en el caso de los cosenos, para el ejemplo n = 15.
Sea Φ15 el 15º polinomio ciclotómico habitual:
{\displaystyle \Phi _{15}(z)=z^{8}-z^{7}+z^{5}-z^{4}+z^{3}-z+1}.
Φ15 es de grado {\displaystyle \varphi (15)=8}. Se multiplica Φ15(z) por {\displaystyle z^{-{\frac {8}{2}}}}:
{\displaystyle z^{-4}\,\Phi _{15}(z)=(z^{4}+z^{-4})-(z^{3}+z^{-3})+(z+z^{-1})-1}.
Se obtiene un nuevo polinomio Φ15(t) con coeficientes enteros en {\displaystyle t=z+z^{-1}}, según el cálculo proporcionado por el polinomios de Chebyshov:
{\displaystyle z^{-4}\,\Phi _{15}(z)=\Theta _{15}(t)=2[T_{4}(t/2)-T_{3}(t/2)+T_{1}(t/2)]-1=(t^{4}-4t^{2}+2)-(t^{3}-3t)+t-1=t^{4}-t^{3}-4t^{2}+4t+1}.
| Variante de cálculo |
| Se escriben las potencias de {\displaystyle z+z^{-1}} de 0 a 4, calculadas usando el teorema del binomio, en una tabla: {\displaystyle {\begin{matrix}(z+z^{-1})^{4}=&z^{4}&&+4z^{2}&&+6&&+4z^{-2}&&+z^{-4}\\(z+z^{-1})^{3}=&&z^{3}&&+3z&&+3z^{-1}&&+z^{-3}&\\(z+z^{-1})^{2}=&&&z^{2}&&+2&&+z^{-2}&&\\(z+z^{-1})^{1}=&&&&z&&+z^{-1}&&&\\(z+z^{-1})^{0}=&&&&&1&&&&\end{matrix}}} Tanteando un poco, se logra encontrar coeficientes enteros como, por ejemplo, al multiplicar las potencias de {\displaystyle z+z^{-1}} por estos enteros, obteniéndose la expresión de {\displaystyle z^{-4}\,\Phi _{15}(z)} tras sumar los resultados: los coeficientes de {\displaystyle (z+z^{-1})^{4}} y {\displaystyle (z+z^{-1})^{3}} deben ser respectivamente iguales a 1 y –1 para dar {\displaystyle (z^{4}+z^{-4})-(z^{3}+z^{-3})}, entonces el coeficiente de {\displaystyle (z+z^{-1})^{2}} debe ser igual a –4 para eliminar el término en {\displaystyle z^{2}+z^{-2}} que se acaba de introducir: {\displaystyle {\begin{matrix}(z+z^{-1})^{4}=&z^{4}&&+4z^{2}&&+6&&+4z^{-2}&&+z^{-4}\\-(z+z^{-1})^{3}=&&-z^{3}&&-3z&&-3z^{-1}&&-z^{-3}&\\-4(z+z^{-1})^{2}=&&&-4z^{2}&&-8&&-4z^{-2}&&\\4(z+z^{-1})^{1}=&&&&4z&&+4z^{-1}&&&\\(z+z^{-1})^{0}=&&&&&1&&&&\\{\text{total}}=&z^{4}&-z^{3}&&+z&-1&+z^{-1}&&-z^{-3}&+z^{-4}\end{matrix}}} |

El procedimiento funciona porque los polinomios ciclotómicos son polinomios palindrómicos, es decir, tienen los mismos coeficientes cuando se leen sus términos tanto en orden de grado creciente como decreciente.
Para {\displaystyle z=\operatorname {e} ^{\mathrm {i} {\frac {2k\pi }{n}}}}, se tiene que {\displaystyle z+z^{-1}=2\cos(2k\pi /n)}. Sin embargo, por definición, el polinomio ciclotómico Φn tiene precisamente por raíces los complejos {\displaystyle \operatorname {e} ^{\mathrm {i} {\frac {2k\pi }{n}}}} con k y n primos entre sí. Por lo tanto, el número cos(2kπ/15) es la raíz de:
{\displaystyle \Theta _{15}(2x)=16x^{4}-8x^{3}-16x^{2}+8x+1}.
Además, dado que Φ15 es irreducible sobre {\displaystyle \mathbb {Q} }, Θ15 también lo es.
Se determina el polinomio mínimo común a cos(2π/15), cos(4π/15), cos(8π/15) = –cos(7π/15) y cos(14π/15) = –cos(π/15):
{\displaystyle P(x)={\frac {1}{16}}\Theta _{15}(2x)=x^{4}-{\frac {1}{2}}x^{3}-x^{2}+{\frac {1}{2}}x+{\frac {1}{16}}}.

## Listas de polinomios mínimos
Aquí hay una lista de los primeros polinomios mínimos de cos(2π/n), sin(π/n) y tan(π/n) para {\displaystyle n\geq 3}:
| n  | {\displaystyle \varphi (n)} | Polinomio mínimo Cn de cos(2π/n)                                                                     | Polinomio mínimo de sin(π/n) | Polinomio mínimo de tan(π/n)                                                               |
| -- | --------------------------- | --- | --- | ------------------------------------------------------------------------------------------ |
| 12 | 4                           | {\displaystyle {\frac {1}{2}}C_{6}(2X^{2}-1)=X^{2}-{\frac {3}{4}}}                                   | {\displaystyle {\frac {1}{4}}C_{12}(2X^{2}-1)=C_{24}=X^{4}-X^{2}+{\frac {1}{16}}} | {\displaystyle X^{2}-4X+1}                                                                 |
| 11 | 10                          | {\displaystyle X^{5}+{\frac {1}{2}}X^{4}-X^{3}-{\frac {3}{8}}X^{2}+{\frac {3}{16}}X+{\frac {1}{32}}} | {\displaystyle -{\frac {1}{32}}C_{11}(1-2X^{2})=C_{44}=} {\displaystyle X^{10}-{\frac {11}{4}}X^{8}+{\frac {11}{4}}X^{6}-{\frac {77}{64}}X^{4}+{\frac {55}{256}}X^{2}-{\frac {11}{1024}}} | {\displaystyle X^{10}-55X^{8}+330X^{6}-462X^{4}+165X^{2}-11}                               |
| 10 | 4                           | {\displaystyle C_{5}(-X)=X^{2}-{\frac {1}{2}}X-{\frac {1}{4}}}                                       | {\displaystyle C_{5}} | {\displaystyle X^{4}-2X^{2}+{\frac {1}{5}}}                                                |
| 9  | 6                           | {\displaystyle X^{3}-{\frac {3}{4}}X+{\frac {1}{8}}}                                                 | {\displaystyle -{\frac {1}{8}}C_{9}(1-2X^{2})=C_{36}=X^{6}-{\frac {3}{2}}X^{4}+{\frac {9}{16}}X^{2}-{\frac {3}{64}}}                                                                      | {\displaystyle X^{6}-33X^{4}+27X^{2}-3}                                                    |
| 8  | 4                           | {\displaystyle {\frac {1}{2}}C_{4}(2X^{2}-1)=X^{2}-{\frac {1}{2}}}                                   | {\displaystyle {\frac {1}{4}}C_{8}(2X^{2}-1)=C_{16}=X^{4}-X^{2}+{\frac {1}{8}}} | {\displaystyle X^{2}+2X-1}                                                                 |
| 7  | 6                           | {\displaystyle X^{3}+{\frac {1}{2}}X^{2}-{\frac {1}{2}}X-{\frac {1}{8}}}                             | {\displaystyle -{\frac {1}{8}}C_{7}(1-2X^{2})=C_{28}=X^{6}-{\frac {7}{4}}X^{4}+{\frac {7}{8}}X^{2}-{\frac {7}{64}}}                                                                       | {\displaystyle X^{6}-5X^{4}+3X^{2}-1}                                                      |
| 6  | 2                           | {\displaystyle -C_{3}(-X)=X-{\frac {1}{2}}}                                                          | {\displaystyle C_{6}} | {\displaystyle X^{2}-{\frac {1}{3}}}                                                       |
| 5  | 4                           | {\displaystyle X^{2}+{\frac {1}{2}}X-{\frac {1}{4}}}                                                 | {\displaystyle {\frac {1}{4}}C_{5}(1-2X^{2})=C_{20}=X^{4}-{\frac {5}{4}}X^{2}+{\frac {5}{16}}}                                                                                            | {\displaystyle X^{4}-10X^{2}+5}                                                            |
| 4  | 2                           | {\displaystyle X}                                                                                    | {\displaystyle C_{8}} | {\displaystyle X-1}                                                                        |
| 3  | 2                           | {\displaystyle X+{\frac {1}{2}}}                                                                     | {\displaystyle C_{12}} | {\displaystyle -2\left(1+X^{2}\right)C_{3}\left({\frac {1-X^{2}}{1+X^{2}}}\right)=X^{2}-3} |